# Timo Juhani Grönlund
Timo Juhani Grönlund (ur. 3 czerwca 1987 w Kitee) – reprezentant Boliwii w biegach narciarskich na Zimowych Igrzyskach Olimpijskich w Pjongczangu w 2018 roku. Zawodnik brał udział w  biegu na 15 km mężczyzn stylem dowolnym. Timo Juhani Grönlund urodził się w Kitee i jest z pochodzenia Finem. Na arenie międzynarodowej zadebiutował 25 listopada 2017 roku podczas zawodów FIS w fińskim Kontiolahti, gdzie na dystansie 15 km stylem dowolnym uplasował się na 85. miejscu na 90 zawodników, którzy ukończyli bieg.

## Osiągnięcia

### Igrzyska olimpijskie
| Miejsce | Dzień     | Rok  | Miejscowość | Konkurencja           | Czas biegu  | Strata      | Zwycięzca     |
| ------- | --------- | ---- | ----------- | --------------------- | ----------- | ----------- | ------------- |
| 105.    | 16 lutego | 2018 | Pjongczang  | 15 km stylem dowolnym | 33:43,9 min | +9:34,5 min | Dario Cologna |

### Mistrzostwa świata
| Miejsce | Dzień     | Rok  | Miejscowość      | Konkurencja              | Czas biegu  | Strata | Zwycięzca              |
| ------- | --------- | ---- | ---------------- | ------------------------ | ----------- | ------ | ---------------------- |
| 128.    | 21 lutego | 2019 | Seefeld in Tirol | Sprint stylem dowolnym   | 3:21,17 min | —      | Johannes Høsflot Klæbo |
| 125.    | 25 lutego | 2021 | Oberstdorf       | Sprint stylem klasycznym | 3:01,30 min | -      | Johannes Høsflot Klæbo |
| 116.    | 3 marca   | 2021 | Oberstdorf       | 15 km stylem dowolnym    | 33:48,7 min | kwal.  | Hans Christer Holund   |